# MGM-31B Pershing II
MGM-31B Pershing II – amerykański taktyczny pocisk balistyczny średniego zasięgu – MRBM,  przenoszący głowicę jądrową W85 o selektywnej mocy pomiędzy 5 a 50 kiloton. Pershing II był mobilnym pociskiem na platformie gąsienicowej, korzystającym z pionowej wyrzutni typu TEL, przeznaczonym do ataku na cele militarne na wypadek eskalacji wojny w Europie. Z uwagi na relatywnie niewielką moc przenoszonej przez Pershing II głowicy, nie był przeznaczony do atakowania skupisk ludności. Pomimo iż pocisk ten był pociskiem średniego zasięgu, w trakcie negocjacji nad Traktatem INF został sklasyfikowany jako pocisk zasięgu pośredniego (IRBM) i jako taki zakazany, czego skutkiem było wycofanie go ze służby w roku 1991.

## Geneza
Pershing II był ewolucyjnym ulepszeniem pocisku MGM-31A Pershing I. Pierwsze pociski nowego typu rozmieszczone w grudniu 1983 roku, wprowadzały nową głowicę z nowoczesnym systemem naprowadzania, nową sekcję napędową oraz zmodyfikowane systemy naziemne, a przede wszystkim – przez znakomitą w owych czasach celność i możliwość regulacji mocy głowicy – zmniejszały straty wśród ludności cywilnej (collateral damages) zamieszkującej w pobliżu celów o charakterze militarnym.
7 marca 1974 roku sekretarz obrony USA zaaprobował plany rozwoju zaawansowanego pocisku Pershing II, którego efektem była pierwsza próba nowego pocisku 18 listopada 1977 roku. W grudniu 1979 roku, ministrowie obrony ówczesnych państw członkowskich Sojuszu Północnoatlantyckiego formalnie zaakceptowali rozmieszczenie nowych pocisków w Europie Zachodniej. Wstępną gotowość operacyjną (IOC – Initial Operating Capability) nowy pocisk osiągnął 15 grudnia 1983 r., w 56 Brygadzie Artylerii Polowej Stanów Zjednoczonych, której pierwszy batalion został rozmieszczony w Europie 30 czerwca 1984 roku. Jednostka ta, jako pierwsza osiągnęła też pełną gotowość operacyjną (FOC – Full Operating Capability) w Europie 13 grudnia 1985 roku.
Zwiększony zasięg nowego pocisku oraz jego „punktowa” celność miały decydujący wpływ na podjęcie przez Związek Radziecki rozmów prowadzących do podpisania Traktatu INF (Intermediate-Range Nuclear Forces Treaty). W wyniku zawartego 8 grudnia 1987 roku i ratyfikowanego przez Senat Stanów Zjednoczonych 27 maja 1988 roku porozumienia, wszystkie 234 należące do US Army pociski Pershing II, ich stopnie napędowe, wyrzutnie, transportery oraz głowice bojowe zostały zniszczone do 31 maja 1991 roku, w obecności radzieckich przedstawicieli. Stopnie napędowe Pershing II były niszczone poprzez ich naziemne odpalenie do wyczerpania paliwa, a następnie zmiażdżenie. Każda ze stron traktatu miała także pozwolenie na zniszczenie 15 pocisków i wyrzutni poprzez ich rozebranie, a następnie wystawienie w muzeach. Jeden z 15 amerykańskich zniszczonych w ten sposób pocisków otrzymał Smithsonian Institution’s Air and Space Museum, które wymieniło go ze Związkiem Radzieckim na pocisk RSD-10 Pionier (SS-20 Saber)